# Hippolyte dossena
Hippolyte dossena is een garnalensoort uit de familie van de Hippolytidae. De wetenschappelijke naam van de soort werd voor het eerst geldig gepubliceerd in 2011 door Marin, Chan en Okuno als Alcyonohippolyte dossena.